# Liste der spanischen Vizekönige von Aragón
Im Königreich Aragonien wurden die Könige in der Zeit  von 1517 bis 1699 durch Vizekönige repräsentiert.
- Alfons von Aragonien, Erzbischof von Saragossa 1517–1520
- Juan de Lanuza 1520–1535
- Beltrán de la Cueva y Alvarez de Toledo, Herzog von Alburquerque 1535–1539 (Haus La Cueva)
- Pedro Manrique de Luna y de Urrea, Graf von Morata de Jalón 1539–1554
- Diego Hurtado de Mendoza y de la Cerda, Fürst von Melito 1554–1564
- Ferran d'Aragón i de Gurrea, Bischof von Saragossa 1566–1575
- Artal de Alagón y Luna, Graf von Sástago 1575–1588
- Iñigo de Mendoza y de la Cerda y Manrique de Luna, Markgraf von Almenara 1588
- Miguel Martinez de Luna y Mendoza, Graf von Marata de Jalón 1592–1593
- Diego Fernández de Cabrera Bobadilla y Mendoza, Graf von Chincón 1593–1601
- Beltrán de la Cueva y Castilla, Herzog von Alburquerque 1601–1602 (Haus La Cueva)
- Ascanio Colonna, Kardinal 1602–1604
- Gastó de Montcada i Grada, Markgraf von Aitona 1604–1610
- Diego Carrillo de Mendoza y Pimentel, Markgraf von Los Gelves 1610–1621
- Ferran de Borja y d'Aragón, Graf von Mayalde, Principe di Squillace 1621–1632
- Girolamo Carraffa e Carrascciolo, Markgraf de Montenegro 1632–1636
- Pedro Fajardo de Requesens de Zuñiga y Pimentel, Markgraf von Los Velez 1635–1638
- Francesco Maria Carraffa e Carraffa, Herzog von Nochera 1639–1640
- Enrique de Pimentel y Moscoso, Markgraf von Tavara 1641
- Teodoro Trivulzio, Fürst von Trivulzio, Kardinal 1642–1645
- Bernadino Fernández de Velasco Tovar y Córdoba de Aragón, 6. Herzog von Frías 1645–1647
- Francisco de Melo, Graf von Assumar 1647–1649
- Francisco Fernández de Castro Andrade de Portugal e Legnano de Gattinara, Graf von Lemos and Graf von Andrade 1649–1653
- Fabrizzio Pignatelli, Fürst von Nòia, Herzog von Monteleone (uxor nomine) 1654–1657
- Niccolò Ludivisi, Fürst von Piombino and Venosa 1659–1662
- Ferran de Borja d'Aragón i Barreto, Graf von Mayalde 1662–1664
- Francisco de Idiáquez de Butrón Mogica y de Álava, Herzog von Ciudad Real 1664–1667
- Ettore Pignatelli d'Aragona e Cortés, Herzog (uxor nomine) von Terranova, Fürst von Noia, Herzog von Moteleone 1668
- Pedro Pablo Ximénez de Urrea Fernández de Heredia y Zapata, Graf von Aranda 1668–1669
- Juan José de Austria 1669–1676
- Lorenzo-Onoffrio Colonna e Gioeni-Cardona, Fürst von Paliano 1678–1681
- Jaime Fernández de Hixar-Silva Sarmiento de la Cerda, Herzog von Hixar 1681–1687
- Carlo Antonio Spinelli, prince von Cariati, Herzog von Seminara 1688–1691
- Baltasar de los Cobos Luna Sarmiento de Mendoza Zúñiga y Manrqique, Markgraf von Camarasa 1692–1693
- Juan Manuel Fernández Pacheco Cabrera y Bobadilla, Markgraf von Villena and Herzog von Escalona 1693–1695
- Domenico del Giudice e Palagno, Herzog von Giovenazzo, Fürst von Cellamare 1695
- Baltasar de los Cobos Luna Sarmiento de Mendoza Zúñiga y Manrqique, Markgraf von Camarasa 1696–1699 (2. Mal)